# Alandská hymna
Hymna Aland, autonomní provincie Finska, ve které se mluví švédsky, je píseň Ålänningens sång (česky Píseň o Alandských lidech, finsky Ahvenanmaalaisten laulu). Byla přijata v roce 1922, její text napsal John Grandell a hudbu složil Johan Fridolf Hagfors. Tato píseň byla poprvé představena během hudebního festivalu v Mariehamnu roku 1922. Hymna měla původně čtyři sloky, ale poslední dobou je vynechávána třetí sloka.

## Text
| Originální text - švédsky Sloka 1 Landet med tusende öar och skär, danat ur havsvågors sköte. Åland, vårt Åland, vår hembygd det är. Dig går vår längtan till möte! Forngravars kummel i hängbjörkars skygd tälja din tusenårs saga. Aldrig förgäta vi fädernas bygd, vart vi i fjärrled än draga, vart vi i fjärrled än draga. Sloka 2 Skönt är vårt Åland när fjärdar och sund blåna i vårljusa dagar, ljuvt är att vandra i skog och i lund, i strändernas blommande hagar. Midsommarstången mot aftonröd sky reses av villiga händer, ytterst i utskärens fiskareby ungdomen vårdkasar tänder, ungdomen vårdkasar tänder. Sloka 3 Skönt är vårt Åland när vågsvallet yr högt mot de mäktiga stupen när under stjärnhimlen kyrkfolket styr över de islagda djupen. Ryter än stormen, i stugornas ro spinnrocken sjunger sin visa minnet av barndomens hägnande bo sönerna lyckligast prisa, sönerna lyckligast prisa. Sloka 4 Aldrig har åländska kvinnor och män svikit sin stam och dess ära; ofärd oss hotat, men segervisst än frihetens arvsrätt vi bära. Högt skall det klinga, vårt svenska språk, tala med manande stämma, lysa vår väg som en flammande båk, visa var vi äro hemma, visa var vi äro hemma. | Český překlad Sloka 1 Země tisíce ostrovů a ostrůvků, Zrozená pod hlubokými vlnami. Alandy, naše Alandy, jsou naším domovem. S tebou se toužíme setkat! Starověké hrobky skryté pod břízami Vypráví o naší tisícileté historii. Nikdy nezapomeneme na zemi našich otců, Bez ohledu na to, kam půjdeme, Bez ohledu na to, kam půjdeme. Sloka 2 Krásné jsou naše Alandy, když zátoky a úžiny se rozjasní v jarních dnech, Je nádherné bloudit v lese a háji, V oblasti plné květin našich břehů. Svatojánský pól na večerní zářící obloze, Zvednutý silou ochotných rukou, V nejodlehlejších rybářských vesnicích na souostroví, Majáky jsou osvětleny mladými lidmi, Majáky jsou osvětleny mladými lidmi. Sloka 3 Krásné jsou naše Alandy, když se vlny zpění a víří proti mocné propasti, Jsou-li zbožní lidé vedeni hvězdami pod nimi, Přes ledové, připoutané mořské propasti. I když bouře zařve do chalupského klidu Píseň kolovrátku je zpívaná Vzpomínka na láskyplné dětství Syny šťastně chválena, Syny šťastně chválena. Sloka 4 Nikdy alandští muži a ženy Nezklamali svůj lid ani svou čest; Válkami a bojem nám vyhrožovali, ale přesto vítězně, Nosíme dědictví míru. Hlasitě musí znít, náš švédský jazyk, Mluvený naléhavým hlasem, Osvítí naši cestu mořskými značkami plamenů Ukáže nám, kam patříme, Ukáže nám, kam patříme. |